# Mysticons
Mysticons is een Amerikaans-Canadese animatieserie die op 28 augustus 2017 voor het eerst werd uitgezonden. Het programma is een coproductie van de bedrijven Nelvana Limited, Playmates Toys, The Topps Company en Nickelodeon. Sean Jara, die als schrijver werkte aan programma's zoals Johnny Test, Degrassi: The Next Generation, Max Steel, Hot Wheels: Battle Force en Inspector Gadget, ontwikkelde het programma en is uitvoerend scriptredacteur en producent. Bij de ontwikkeling van de actieserie werd oorspronkelijk gemikt op een doelgroep van jongens, maar dit veranderde later in meisjes van twaalf jaar en ouder.

## Plot
In de mystieke wereld van Gemina ligt een plaats genaamd Drake City, waar vier gewone tienermeiden zijn gekozen als legendarische helden door Dragon Disk. Deze helden staan bekend als Mysticons, en zijn belast met de zware taak om alle vier de spreukenboeken en symbolen van de Codex te vinden, en zo hun wereld te redden van de kwaadaardige baron Dreadbane en koningin Necrafa.

## Personages
Mysticons
- Arkayna Goodfey
- Emerald Goldenbraid
- Zarya Moonwolf
- Piper Willowbrook

## Afleveringen

### Seizoen 1
1. "Sisters in arms" (28 augustus 2017)
2. "How to train a Mysticon" (29 augustus 2017)
3. "The Coronation" (30 augustus 2017)
4. "The Mysticon Kid" (31 augustus 2017)
5. "An eye for an eye" (1 september 2017)
6. "Heart of gold" (3 september 2017)
7. "Scourge of the seven seas" (10 september 2017)
8. "Lost and found" (17 september 2017)
9. "The Astromancer job" (24 september 2017)
10. "A walk in the park" (4 oktober 2017)